# Борислав Примов
Борислав Светозаров Примов е български историк, изследовател на средновековната обща и българска история.

## Биография
Роден е в София на 21 септември 1918 година. Негов баща е професорът по средновековна история Светозар Георгиев Примов. Борислав следва история в Софийския университет и специализира в Лондон, Милано и Германия. Става преподавател в Софийския университет. Първата му книга е „Македония в историята на българския народ“. След Деветосептемврийския преврат и идването на комунистическата власт в България, агенти на Държавна сигурност се опитват да го вербуват, но неуспешно. След това е уволнен от университета заради обвинения, че поддържа българския характер на Македония в книгата си. Копия на книгата са изгорени и забранени от комунистическия режим. В периода 1954 – 1962 година Примов е научен сътрудник на Института по история на БАН. Избран е за доцент в 1967 година във Висшия педагогически институт „Братя Кирил и Методий“, по-късно университет, днес Великотърновски университет, където преподава до смъртта си.
Умира на 10 януари 1984 година.